# Tamarau
Tamarau (Bubalus mindorensis) je zakrslý druh buvola, který žije pouze na filipínském ostrově Mindoro. Dosahuje délky okolo dvou metrů a výšky v kohoutku zhruba metr, váží 200 až 300 kilogramů. Rohy jsou kratší a širší než u jiných buvolů, s trojúhelníkovým průřezem a v případě samců s výrazným příčným rýhováním. Dožívá se 20 až 25 let.
Tamarau je zařazen na Červený seznam IUCN. V důsledku rostoucí hustoty obyvatelstva na Mindoru a mýcení lesů přišel o své přirozené prostředí a ocitl se na pokraji vyhynutí: v roce 1970, kdy byl zřízen národní park Mounts Iglit-Baco, žilo nanejvýš sto kusů. Od té doby se podařilo populaci stabilizovat, ale dosud nepřesahuje 300 jedinců.
Tamarau je vyobrazen na filipínské minci v hodnotě jednoho peso.